# Enaresamer

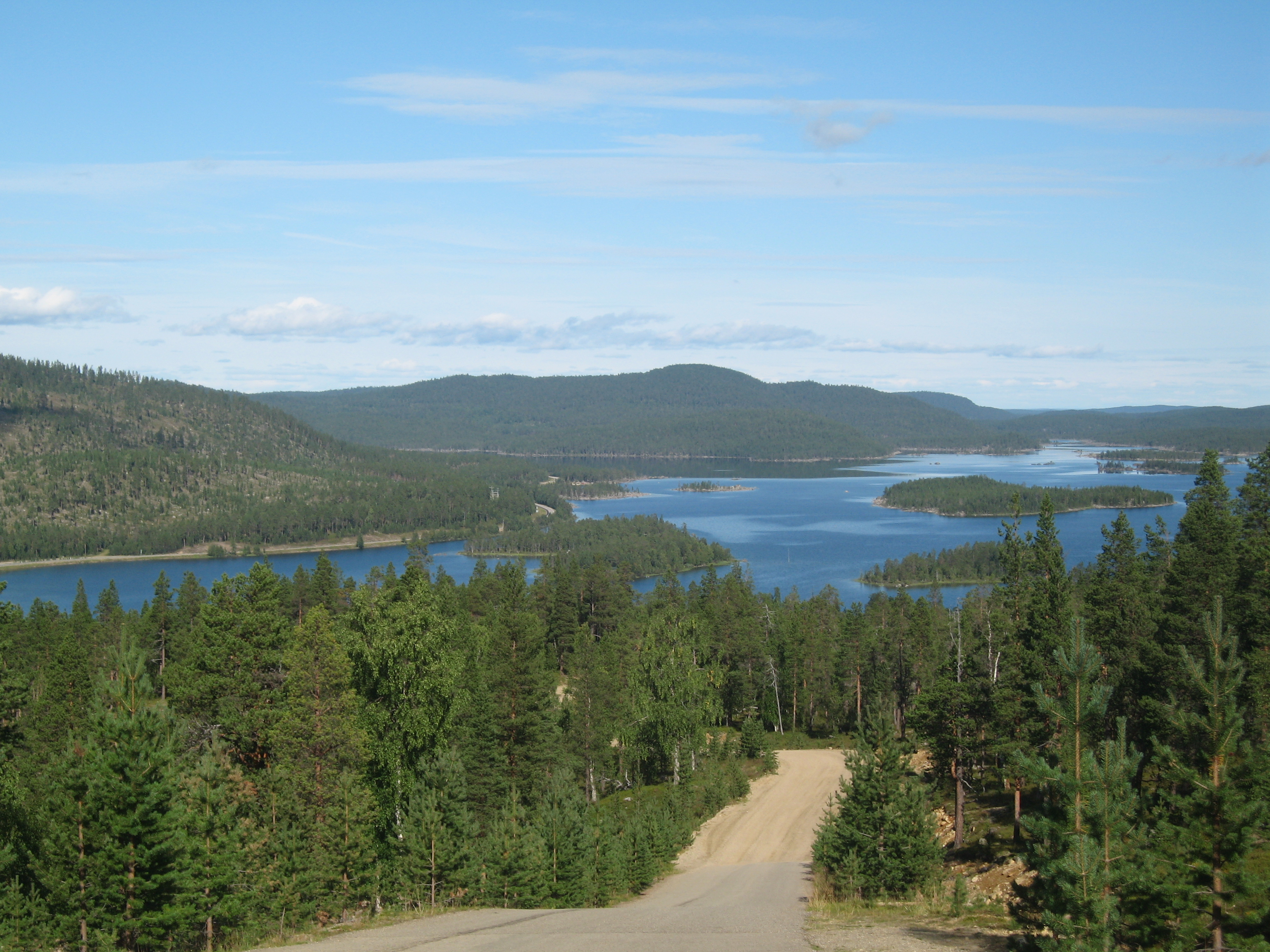
Enare träsk

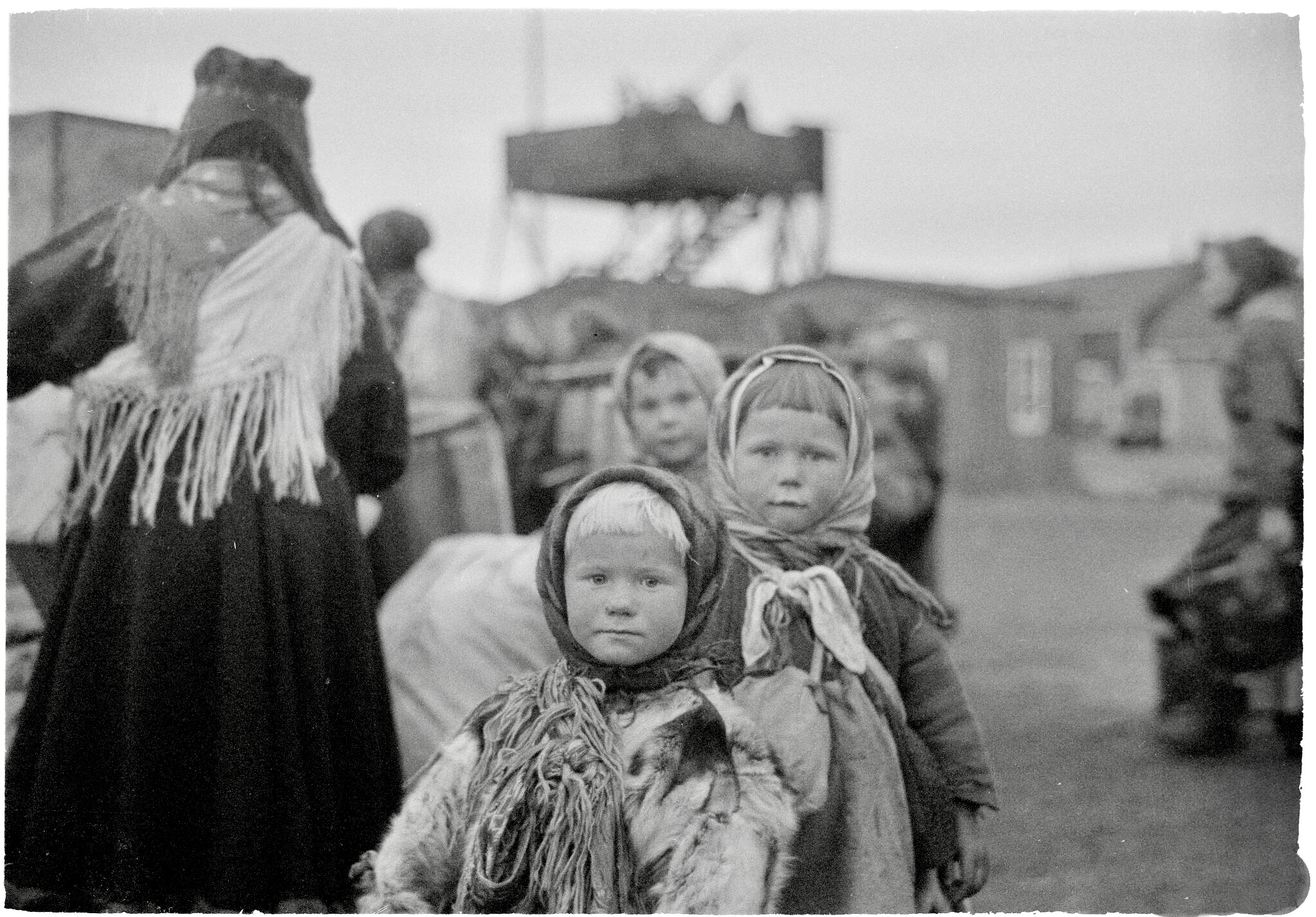
Evakuerade enaresamiska barn under Lapplandskriget 1944

Enaresamer är en undergrupp samer med enaresamiska som modersmål i Enare kommun. De tillhörde historiskt Enare lappby, en av nio historiska siitor i Kemi lappmark. De har alltid bott i ett begränsat område runt Enare träsk. Deras religiösa centrum har sedan 1600-talet varit Enare kyrkby och dagens kulturella centrum för enaresamer är fortfarande Enare kyrkby med bland annat Siida Samemuseum. Antalet enaresamer kan idag uppgå till omkring 700–900. Ibland uppges ett större antal.
Numera talas enaresamiska av 400–500 personer. Språket har under senare år fått en viss vitalisering genom ansträngningar av eldsjälar.
Enaresamernas historiska lappby hade sitt territorium runt om hela Enare träsk utom vid en sträcka i nordöst. Väster om Enare siita fanns nordsamiska Peltojärvi och Ávjovárri. Norr om fanns nordsamiska Tana och Utsjoki samt skoltsamiska Neiden/Näätämö och Paatsjoki. Öster om låg skoltsamiska Suonikylä sameby och i söder fanns nordsamiska Sompio, Sodankylä och Kittilä siitor. Tidigare i historien kan de områden enaresamerna bebott varit mer omfattande.

## Historik
De tidigaste skriftliga källorna om enaresamer är från 1550-talet. Vid denna tid började vintervistenas bostäder uppföras som timmerhus med torvtak. Enaresamernas renskötsel har i huvudsak varit småskalig och inte baserad på att ha rörliga renhjordar på fjällbete sommartid. Vanligen har renarna använts som dragdjur och i mindre utsträckning som köttdjur och råvara för hantverk. Enaresamerna växlade viste mellan vinter och sommar, med sommarvisten vid fiskevatten. Även vintervistena, i områden med god bränsletillgång, var små familjevisten, snarare än det centraliserade vinterboende som praktiserades av skoltsamerna.
Kristnandet av enaresamerna började i början av 1600-talet. Deras territorium har efter hand invaderats av först finnar och senare, efter 1852 års gränsstängning mellan Norge och Ryssland, av nordsamer som förlorat sin tillgång till betesmarker i Norge. Efter det att Finland förlorat Petsamoområdet, evakuerades också detta områdes skolter till Enare kommun.
Enaresamerna hade i stor utsträcking en naturabaserad ekonomi till in på 1950-talet. Sedan dess har levnadsvillkoren, med utbyggda landsvägs- och andra kommunikationer och andra samhälleliga utvecklingar, drastiskt förändrats och enaresamerna integrerats långtgående in i det finländska storsamhället.

## Språkfrämjandeföreningen Anarâškielâ servi
Anarâškielâ servi ('"Enaresamernas språkförening") bildades 1986 av bland andra Matti Morottaja, vilken senare var dess förste ordförande. Målet var att främja
enaresamiska. Föreningen påbörjade ett program för språkbad som kallades Kielâpiervâl för barn i tre–sexårsåldern i daghem i Enare kyrkby och Ivalo.